# 1RXS J160929.1-210524
1RXS J160929.1-210524 – gwiazda typu T Tauri, która jeszcze nie znalazła się w ciągu głównym, położona ok. 500 lat świetlnych od Słońca w konstelacji Skorpiona. W pobliżu 1RXS J160929.1-210524 we wrześniu 2008 sfotografowano obiekt, który okazał się być orbitującą planetą pozasłoneczną.

## Towarzysz gwiazdy
W trakcie programu badawczego poszukiwań mało masywnych obiektów takich jak brązowe karły i planety, które mogły uformować się w pobliżu młodych gwiazd, trzej kanadyjscy astronomowie z Uniwersytetu Toronto dokonali przeglądu 85 gwiazd w jednej z asocjacji gwiazdowych znajdującej się w gwiazdozbiorze Skorpiona. Gwiazda 1RXS J160929.1-210524 jest pod względem wieku, wielkości i budowy podobna do Słońca. Efektem badań jest pierwsza fotografia planety pozasłonecznej krążącej wokół gwiazdy typu słonecznego. Zdjęcia gwiazdy i jej towarzysza to złożenie obrazów podczerwonych za pomocą filtrów "J", "H" oraz "K" wykonanych z wykorzystaniem optyki adaptatywnej teleskopem Gemini North w obserwatorium na Hawajach.
Obiekt towarzyszący ma masę ocenianą na 8 mas Jowisza i znajduje się w odległości 330 jednostek astronomicznych od gwiazdy. Masa obiektu plasuje go w kategorii mas planetarnych.
Astronomowie uzyskali widmo tego obiektu oraz w 2010 roku potwierdzono, że jest on powiązany grawitacyjnie z gwiazdą. Temperatura planety jest szacowana na 1800 K, ciało to musi więc być bardzo młode (temperatura Jowisza znajdującego się w średniej odległości 5,2 j.a. od Słońca wynosi zaledwie około 160 K). Natomiast dystans towarzysza 1RXS J160929.1-210524 od jego gwiazdy jest 11 razy większy niż odległość Neptuna od Słońca (ok. 30 j.a.) Najnowsze obserwacje wskazują także, że w układzie 1RXS J160929.1-210524 nie ma więcej dużych planet krążących bliżej gwiazdy niż ta odkryta we wrześniu 2008 roku.